# بيت برو
بيت برو مواليد 23 أكتوبر 1957 في سانت غالن، هو دراج سويسري سابق.

## سباقات أو مراحل فاز بها
- طواف فرنسا
- طواف سويسرا
- طواف إيطاليا

## روابط خارجية
- بيت برو على موقع أرشيف الدراجات (الإنجليزية)
- بيت برو على موقع إحصائيات الدراجات الإحترافية (الإنجليزية)
- Profile by cyclinghalloffame.com